# گوادلوپ بونیفیور
گوادلوپ بونیفیور نوعی قهوه است که در گوادلوپ رشد می‌کند. گوادلوپ بونیفیور نیای قهوه بلو مانتین بوده و بسیار کمیاب است. هوای تازه، ارتفاع زیاد و باران فراوان، شرایط ایده‌آلی را برای رشد این گونه عربیکا ایجاد می‌کند. این گونه به دلیل کیفیت بالا و طعم عالی، گوادلوپ بونیفیور نامیده می‌شود، و به دلیل اینکه، در گذشته، برای بهبود ترکیبات با کیفیت پایین‌تر استفاده می‌شد. خبره‌ها آن را یکی از بهترین قهوه‌های دنیا می‌دانند، حتی اگر فقط از چند توزیع‌کننده در دسترس است.